# 中央 (上田市)
中央（ちゅうおう）は長野県上田市の地名。現行行政地名は中央一丁目から六丁目、中央北一丁目から三丁目、中央西一丁目から二丁目および中央東。

## 概要
上田市の上田地区に属する。各町丁とも昭和46年（1971年）の住居表示事業により成立。

## 地理

### 中央
大字上田、大字常入の各一部から成立。北から北東は国道18号を境に中央北、中央東、南東は材木町、南は常田、天神、西は大手、中央西に隣接する。国道18号から分岐する国道141号が中央部を縦貫し、さらに上田駅前に向かって長野県道長野上田線が分岐する。上田駅に近く、公共施設や寺院が多く存在する。郵便番号は386-0012。

### 中央北
大字上田、大字常磐城の各一部から成立。北から東は大字上田、南東は中央東、南は中央、西は中央西、緑が丘に隣接する。郵便番号は386-0011。

### 中央西
大字上田、大字常磐城の各一部から成立。北は緑が丘 、東は中央北、中央、南は二の丸、大手、西は常磐城に隣接する。国道18号が中央部を縦貫し、行政施設が集中する。郵便番号は386-0023。

### 中央東
大字上田、大字住吉、大字古里の各一部から成立。北は大字上田、東は住吉、南は古里、材木町、西は中央、中央北に隣接する。国道18号から分岐する国道144号旧道（長野県道住吉上田線）が東に向かう。郵便番号は386-0013。

## 世帯数と人口
2023年（令和5年）1月1日現在の世帯数と人口は以下の通りである。
| 町丁   | 世帯数    | 人口    |
| ------ | --------- | ------- |
| 中央   | 2,572世帯 | 5,072人 |
| 中央北 | 690世帯   | 1,383人 |
| 中央西 | 798世帯   | 1,494人 |
| 中央東 | 271世帯   | 524人   |

## 施設
- 長野地方裁判所上田支部（中央西）
- 上田区検察庁（中央西）
- 上田拘置所（中央西）
- 上田税務署（中央西）
- 上田市ふれあい福祉センター（中央三丁目5番1号）[6]
- ひとまちげんき・健康プラザうえだ（中央6丁目5番39号） - 上田市総合保健センター、上田市中央子育て支援センター・発達相談センター・教育相談所が入所[7]。
- 自治会拠点施設[8]
  - 横町公会堂（横町自治会、中央2-20-4）
  - 海野町会館（海野町自治会、中央2丁目10-13）
  - 馬場町自治会館（馬場町コミュニティ集会施設、馬場町自治会、中央3丁目14-3）
  - 三区会館（丸堀町自治会・木町自治会、中央西1丁目1-27）
  - 北大手町会館（北大手町自治会、中央西1-9-11）
- 上田市立北小学校（中央北）
- 上田市立第三中学校（中央北）
- 上田情報ビジネス専門学校（中央）
- 上田総合文化専門学校（中央）
- 長野医療衛生専門学校（中央）
- 専門学校長野外語カレッジ（中央）
- 上田看護専門学校（中央）
- 信学会上田予備学校（中央）
- 上田郵便局（中央西）
- 原町郵便局（中央）
- 神社
  - 八幡神社（中央西2-12-28）[9]
  - 愛宕神社（中央東4-83）[9]
  - 上田大神宮（中央北2-5-5）[9]
  - 大星神社（中央北3-4-1）[9]
  - 高市神社（中央）

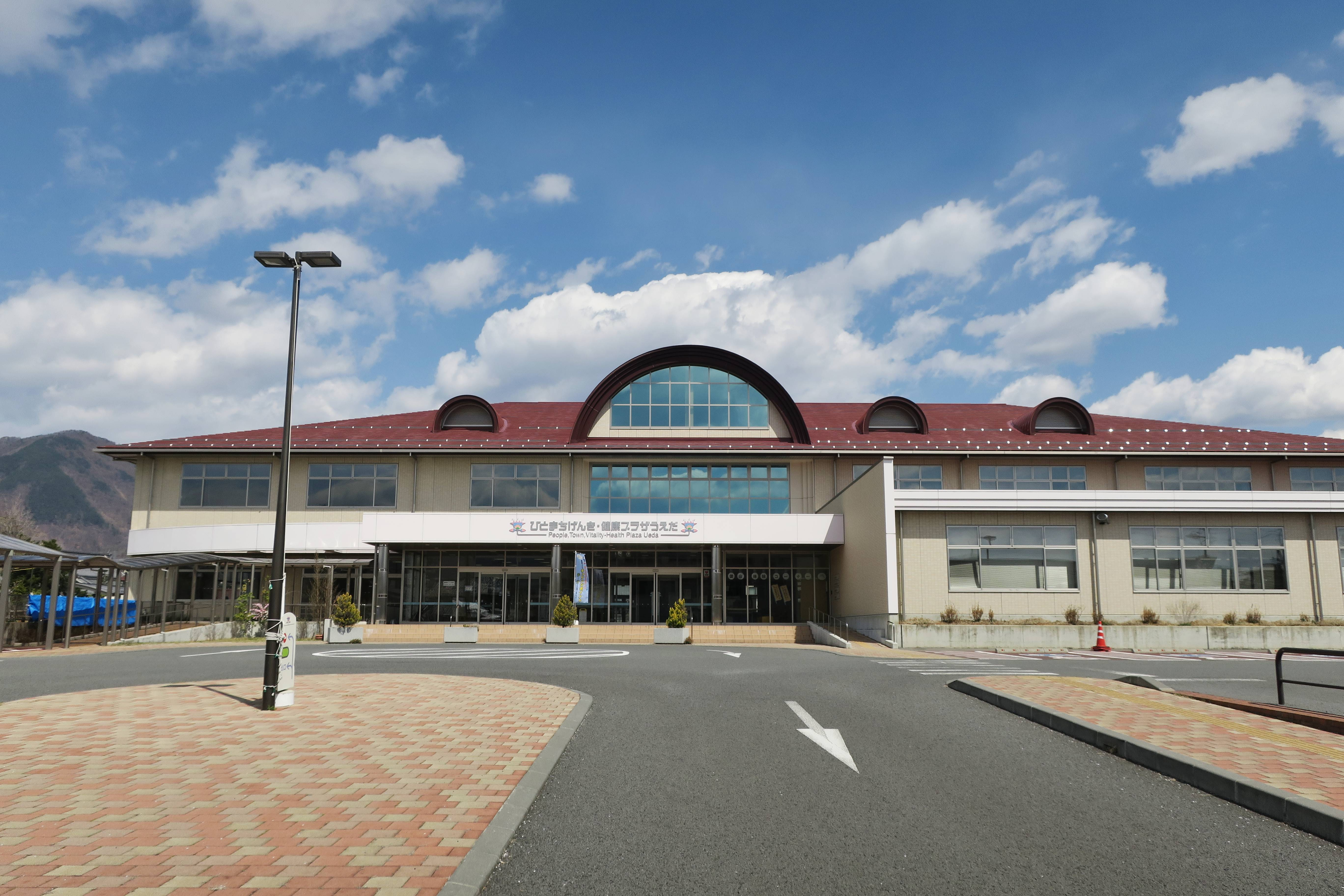
ひとまちげんき・健康プラザうえだ
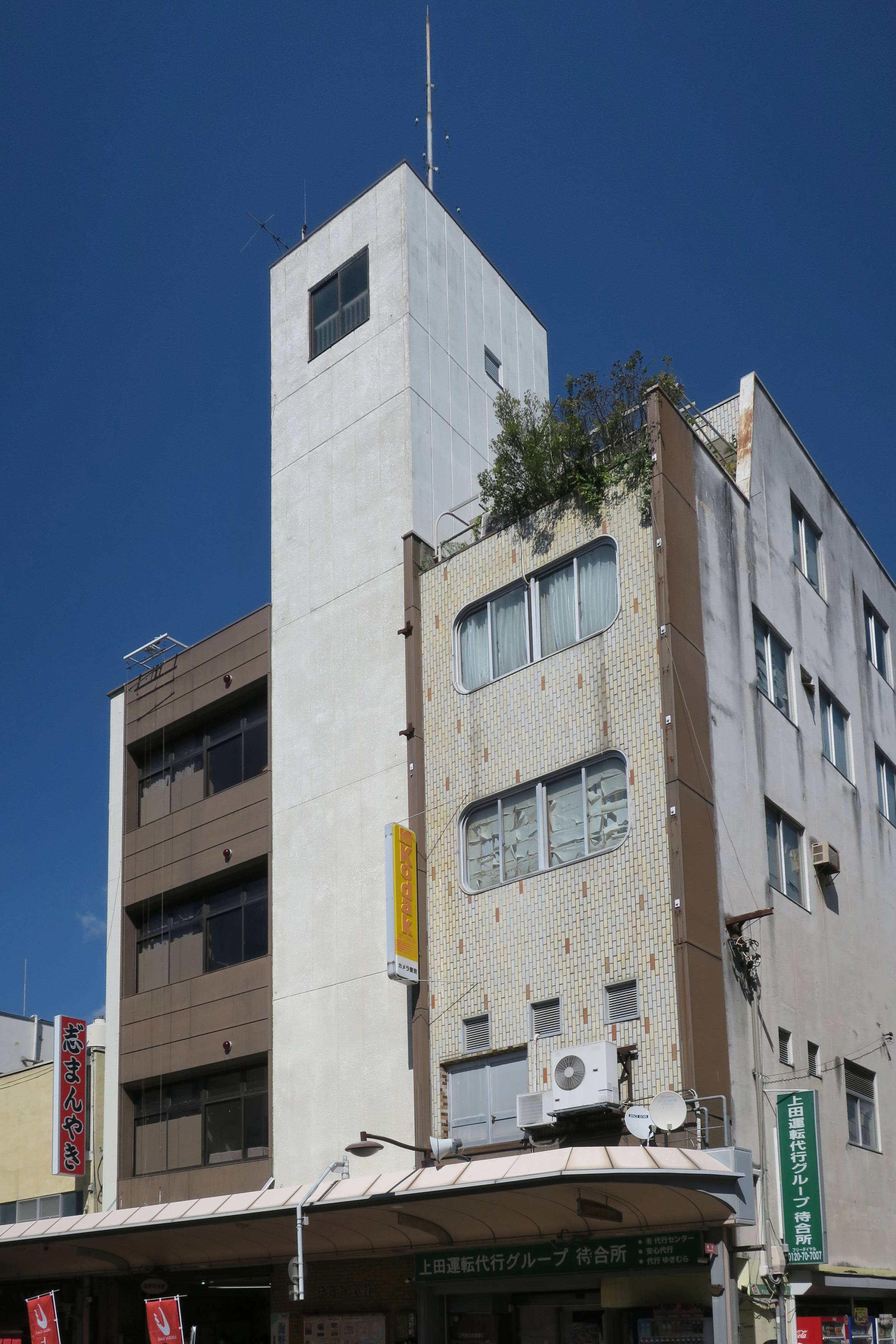
海野町会館
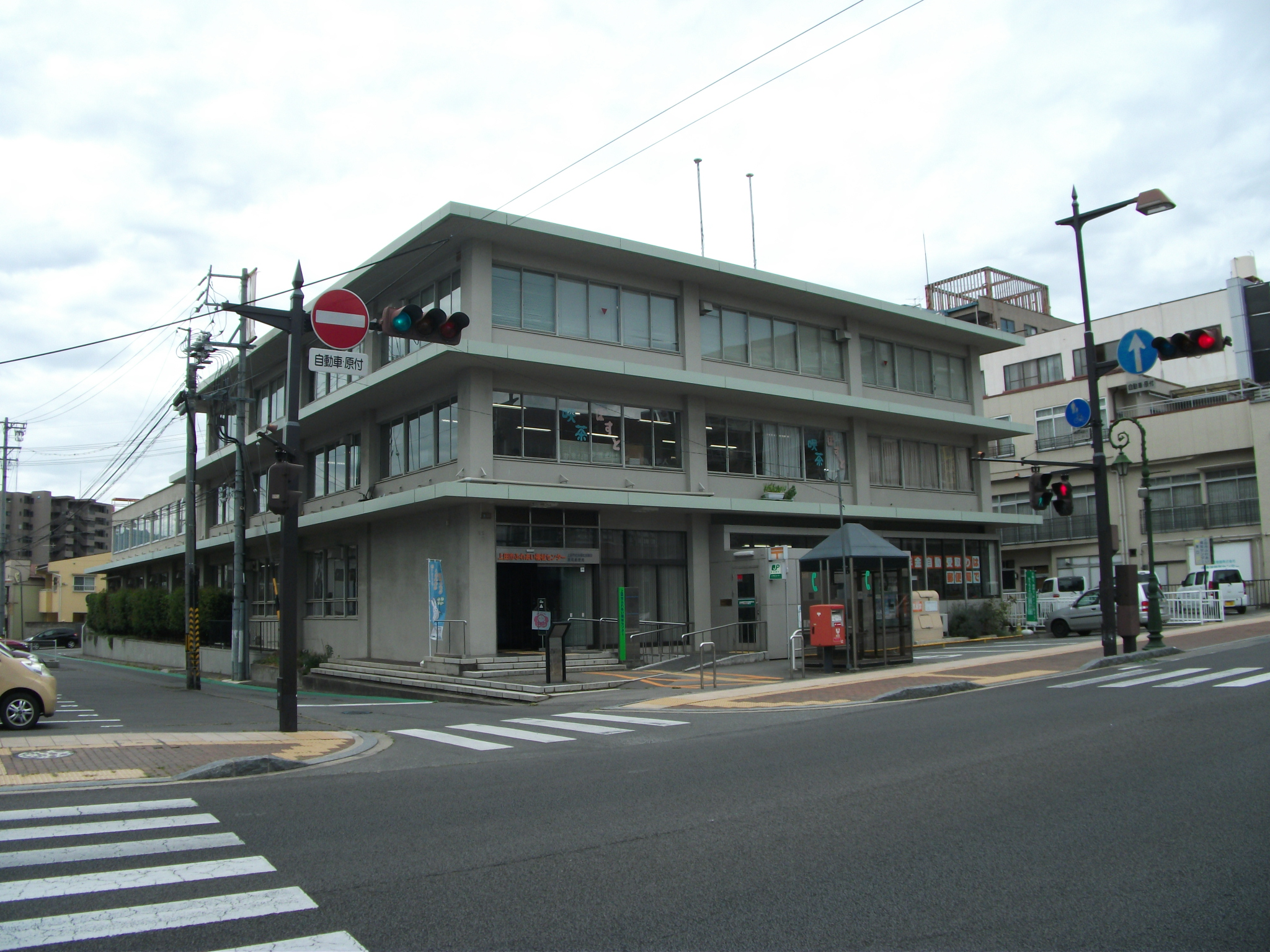
原町郵便局
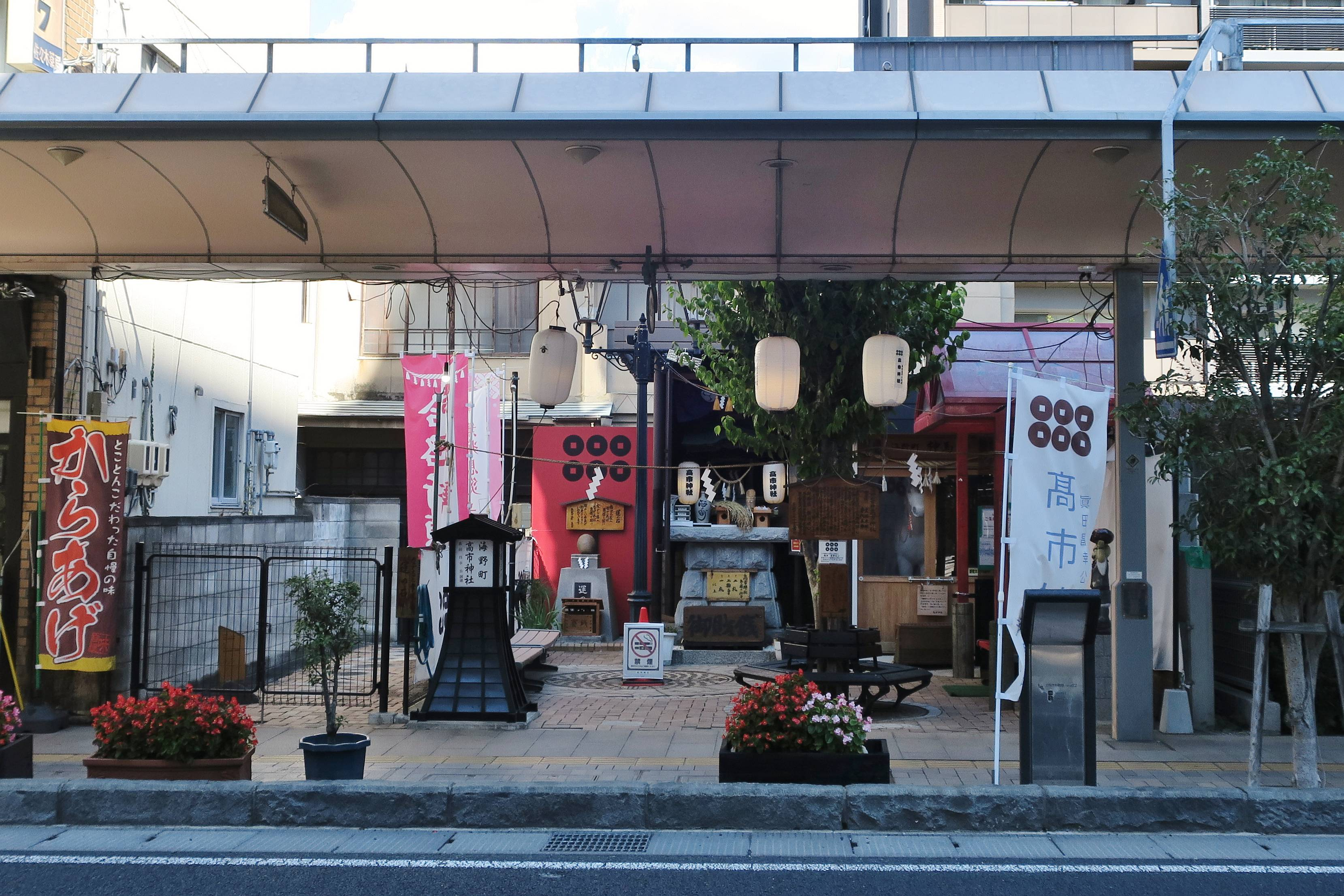
高市神社

## 小・中学校の学区
市立小・中学校に通う場合、学区は以下の通りとなる。
| 番地   | 小学校             | 中学校             |
| ------ | ------------------ | ------------------ |
| 中央   | 上田市立清明小学校 | 上田市立第二中学校 |
| 中央   | 上田市立東小学校   | 上田市立第一中学校 |
| 中央   | 上田市立北小学校   | 上田市立第三中学校 |
| 中央   | 上田市立西小学校   | 上田市立第三中学校 |
| 中央北 | 上田市立北小学校   | 上田市立第三中学校 |
| 中央北 | 上田市立西小学校   | 上田市立第三中学校 |
| 中央西 | 上田市立清明小学校 | 上田市立第二中学校 |
| 中央西 | 上田市立北小学校   | 上田市立第三中学校 |
| 中央西 | 上田市立西小学校   | 上田市立第三中学校 |
| 中央東 | 上田市立北小学校   | 上田市立第三中学校 |
| 中央東 | 上田市立東小学校   | 上田市立第一中学校 |